# Горнооряховско македонско благотворително братство
Горнооряховско македонско благотворително културно-просветно братство „Тодор Александров“ е организация на бежанците от областта Македония, установили се в Горна Оряховица.

## История
На Първия македонски конгрес, провел се в София на 19 – 28 март 1895 година, е основана Македонската организация, която бързо започва да образува клонове в цялата страна. Основано е и дружество в Горна Оряховица, което участва активно в дейността на Организацията. На Седмия македоно-одрински конгрес от 30 юли до 5 август 1900 година делегат от Горнооряховското дружество е Никола Стоянов, и на Осмия конгрес от 4 до 7 април 1901 година делегат е Спиро Пройчев.
След Първата световна война дружеството е възстановено като благотворително братство, част от Съюза на македонските емигрантски организации. Основано е на 24 ноември 1924 година в Лясковец с годишен патронен празник Свети Дух. Учредителите му са Георги Петков, Методи Чулев, Велю Андреев, Иван Яков, Тодор Д. Бойков, Стоян Николов, Харалампи Петрушев, Кирил Янакиев, Владимир Ганчев, Петър Бързаков и Михал Хаджимихалев. За председател на настоятелството е избран Георги Петков, подпредседател е Георги Кипров и секретар е Методи Чулев. А съветници са Стоян Тахрилов и Илия Ефремов. На 3 януари 1926 година в ново настоятелство влизат Георги Петков (председател), Стефан Мутафов (секретар касиер), Георги Кипров, Киро Янакиев и Илия Ефремов са помощник секретари, а съветници са Георги Кипров и Георги Станчев. В контролната комисия влизат Георги Христов, Неофит Цветков и Димитър Кереков. На 8 август 1926 година е избрано ново настоятелство в състав Стоян Бояджиев (председател), Спиро Майсторов (подпредседател), Цветков Ив. Михайлов (секретар), Ангел Милотов (касиер) и съветници Георги Петков и Неофит Ив. Цветков.
На 1 януари 1936 година в ръководството влизат Константин Ил. Докторов (председател), Никола Попхристов Чучков (секретар) и Стоян Мишев Бояджиев (касиер). В контролната комисия са избрани Гоце Икономов (председател), Симеон Огнянов (член) и Илия Ангелов (член).